# Mr. Lawrence
Douglas Lawrence Osowski, plus connu sous le nom de Mr. Lawrence est un acteur, scénariste américain et artiste de storyboard né le 1er janvier 1969.

## Carrière
Il est surtout connu pour ses voix dans la série animée Bob l'éponge dans laquelle il double le machiavélique Plankton, Larry le Homard et beaucoup d'autres personnages.
Il était la voix de Dave, Édouard et Ping-pong dans la série Camp Lazlo de Joe Murray, créateur de la série Rocko's Modern Life entre 1993 et 1996 dans laquelle Doug prêtait sa voix à Filburt et Peter Wolfe. Doug Lawrence est aussi scénariste, réalisateur et artiste de storyboard pour la télévision. Il a travaillé pour la série télévisée Ren et Stimpy, est scénariste pour Bob l'éponge, anciennement pour Rocko's Modern Life. Jeff « Swampy » Marsh, un ancien collaborateur le décrit comme ayant un sens unique de l'humour et choisissant de "rester un mystère pour nous, pour toujours."

## Filmographie
| Année | Titre                                         | Format                   | Métier                                         | Rôle                                          |
| ----- | --------------------------------------------- | ------------------------ | ---------------------------------------------- | --------------------------------------------- |
| 1992  | Ren et Stimpy (1992-1993)                     | Télévision               | Layout assistant                               |                                               |
| 1993  | Rocko's Modern Life (1993-1996)               | Télévision               | Voix Scénariste Réalisateur Artiste storyboard | Filburt Voix supplémentaires                  |
| 1994  | Looks Can Kill                                | Court métrage            | Réalisateur                                    |                                               |
| 1996  | Nickelodeon 3D Movie Maker                    | Jeu vidéo                | Voix                                           | Filburt Turtle                                |
| 1998  | General Chaos: Uncensored Animation           |                          | Réalisateur                                    |                                               |
| 1999  | Bob l'éponge (1999-2013)                      | Télévision               | Voix Scénariste                                | Plankton Larry le Homard Voix supplémentaires |
| 2000  | Hairballs                                     | Court métrage télévision | Voix Scénariste Réalisateur                    |                                               |
| 2001  | Bob l'éponge : SuperSponge                    | Jeu vidéo                | Voix                                           | Plankton                                      |
| 2001  | Nicktoons Racing                              | Jeu vidéo                | Voix                                           | Plankton                                      |
| 2001  | Bob l'éponge : Operation Krabby Patty         | Jeu vidéo                | Voix                                           | Plankton                                      |
| 2002  | Bob l'éponge : Employee of the Month          | Jeu vidéo                | Voix                                           | Plankton Larry le Homard                      |
| 2002  | Bob l'éponge : Revenge of the Flying Dutchman | Jeu vidéo                | Voix                                           | Plankton Larry le Homard                      |
| 2003  | Bob l'éponge : Bataille pour Bikini Bottom    | Jeu vidéo                | Voix                                           | Plankton Larry le Homard Voix supplémentaires |
| 2003  | Johnnie Talk                                  | Télévision               | Scénariste                                     |                                               |
| 2004  | Bob l'éponge, le film                         | Cinéma                   | Voix                                           | Plankton Voix supplémentaires                 |
| 2004  | Bob l'éponge, le film                         | Jeu vidéo                | Voix                                           | Plankton                                      |
| 2005  | Nicktoons Unite!                              | Jeu vidéo                | Voix                                           | Plankton                                      |
| 2005  | Bob l'éponge : Silence on tourne !            | Jeu vidéo                | Voix                                           | Plankton                                      |
| 2005  | Camp Lazlo (2005-2008)                        | Télévision               | Voix                                           | Dave Edward Ping Pong                         |
| 2006  | Ergo Proxy                                    | Télévision               | Voix                                           | Dog Cop #4                                    |
| 2007  | Camp Lazlo: Where's Lazlo?                    | Jeu vidéo                | Voix                                           | Dave Edward Ping Pong                         |
| 2007  | Billy et Mandy, aventuriers de l'au-delà      | Télévision               | Voix                                           | Alien #2                                      |
| 2008  | Bob l'éponge : Bulle en Atlantide             | Jeu vidéo                | Voix                                           | Plankton                                      |
| 2008  | Nicktoons: Globs of Doom                      | Jeu vidéo                | Voix                                           | Plankton                                      |
| 2009  | Borderlands                                   | Jeu vidéo                | Voix                                           | Voix supplémentaires                          |
| 2009  | The Haunted World of El Superbeasto           | Cinéma                   | Scénariste Artiste storyoard                   |                                               |
| 2009  | SpongeBob's Truth or Square                   | Jeu vidéo                | Voix                                           | Plankton                                      |
| 2011  | Nicktoons MLB                                 | Jeu vidéo                | Voix                                           | Larry le Homard                               |
| 2012  | The Aquabats! Super Show! (en)                | Télévision               | Acteur                                         | Manant                                        |
| 2015  | Bob l'éponge, le film 2                       | Cinéma                   | Voix                                           | Plankton                                      |